# K팝스타 6 더 라스트 찬스
《K팝스타 6 더 라스트 찬스》는 SBS TV에서 2016년 11월 20일부터 2017년 4월 9일까지 방영되었던 《K팝스타 시리즈》의 마지막 시즌이었다.

## 방송 시간
| 방송 채널 | 방송 기간                          | 방송 시간                     | 방송 분량        |
| --------- | ---------------------------------- | ----------------------------- | ---------------- |
| SBS       | 2016년 11월 20일 ~ 2017년 4월 9일  | 일요일 밤 9:15 ~ 10:00 (1부)  | 1시간 50분(본방) |
| SBS       | 2016년 11월 20일 ~ 2017년 4월 9일  | 일요일 밤 10:00 ~ 11:05 (2부) | 1시간 50분(본방) |
| SBS       | 2016년 11월 27일 ~ 2017년 4월 16일 | 일요일 오전 10:50 ~ 12:00     | 1시간 10분(재방) |

## 심사 위원
- 양현석
- 박진영
- 유희열

## 우승 혜택
- 우승 상금 3억원
- 바디프랜드 안마의자
- 현대자동차 i30 제공
- 우승자 데뷔 음반 발매 기회 제공[2]

## 순위
| 순위         | 이름                            | 예명      | 소속사                               | 소속그룹                                          |
| ------------ | ------------------------------- | --------- | ------------------------------------ | ------------------------------------------------- |
| 1위          | 박현진 (보이프렌드)             |           | 前스타쉽, 前YG                       | ALL ROUND PLAYERS, SFAM, 前보이프렌드, 前LIVRSIDE |
| 1위          | 김종섭 (보이프렌드)             | 종섭      | FNC, 前YG                            | P1Harmony, 前보이프렌드                           |
| 2위          | 김혜림 (KWINs)                  | 혜림      | 前디메이커, 前JYP                    | 前라임소다, 前KWINs, 前아쿠아                     |
| 2위          | 김소희 (KWINs)                  | 소희      | 후너스                               | ELRIS, 前KWINs                                    |
| 2위          | Kriesha Ziskind Teo Tiu (KWINs) | 크리샤 츄 | 얼반웍스                             | 前KWINs                                           |
| Top4         | Shannon Arrum Williams Lees     | 샤넌      | 前MBK                                | 前파이브돌스                                      |
| Top4         | 전민주 (민아리)                 | 민주      | 前HYWY, 前씽                         | KHAN, 前디아크, 前핑크하트, 前YouU, 前민아리      |
| Top4         | 고아라 (민아리)                 | 아라      | 애스토리                             | 페이버릿, 前민아리                                |
| Top4         | 이수민 (민아리)                 | 前수민    | 마틴, 前판타지오, 前페이브, 前미스틱 | 前아이틴걸즈, 前민아리                            |
| Top6         | 석지수                          | Shammah   |                                      |                                                   |
| Top6         | 김윤희                          |           | 케이문에프엔디                       |                                                   |
| Top8         | 마은진                          |           | 前코리델                             | 前플레이백                                        |
| Top10        | 이서진                          |           |                                      |                                                   |
| Top10        | 유지니                          |           | 월드스타                             |                                                   |
| Top17 (10위) | 한별                            |           | 前YG                                 |                                                   |
| Top17 (10위) | 이성은                          | Sung Lee  |                                      |                                                   |
| Top17 (10위) | 백선녀                          | 휴이      | JTM, 前5군단, 前마더파더             |                                                   |
| Top17 (10위) | 성유진                          | 감성유진  | 前MBK                                | 前더 씨야                                         |
| Top17 (14위) | 지우진                          |           | ASMR, 前쥬네스                       |                                                   |
| Top17 (14위) | 김주은                          | 일레인    | 후너스                               |                                                   |
| Top17 (14위) | 우녕인                          | 녕인      | GATEFOR Music & Art, Innate Home     |                                                   |
| Top17 (14위) | 이가영                          |           |                                      |                                                   |

## 고득점 무대
| 순위 | 이름       | 곡                   | 점수 |
| ---- | ---------- | -------------------- | ---- |
| 1    | 보이프렌드 | Swing Baby           | 297  |
| 2    | 보이프렌드 | Let's Get It Started | 295  |
| 3    | KWINs      | Swing Baby           | 292  |
| 4    | KWINs      | Trouble Maker        | 289  |
| 5    | 보이프렌드 | 삐딱하게             | 285  |
| 6    | 샤넌       | Happy                | 281  |
| 7    | KWINs      | Wannabe              | 280  |
| 8    | 샤넌       | 난 여자가 있는데     | 277  |
| 8    | 민아리     | Something            | 277  |
| 10   | 석지수     | Baby Baby            | 276  |

## 시청률
최저 시청률과 최고 시청률은 TNmS와 AGB닐슨에서 공개한 시청률입니다.
| 회차   | 방송일    | TNmS 시청률    | AGB 시청률     |
| 회차   | 방송일    | 대한민국(전국) | 대한민국(전국) |
| 2016년 | 2016년    | 2016년         | 2016년         |
| ------ | --------- | -------------- | -------------- |
| 1      | 11월 20일 | 10.5%          | 12.0%          |
| 2      | 11월 27일 | 8.3%           | 10.4%          |
| 3      | 11월 27일 | 12.8%          | 15.7%          |
| 4      | 12월 4일  | 9.2%           | 10.3%          |
| 5      | 12월 4일  | 13.4%          | 15.6%          |
| 6      | 12월 11일 | 10.9%          | 12.8%          |
| 7      | 12월 11일 | 13.5%          | 16.8%          |
| 8      | 12월 18일 | 9.4%           | 11.7%          |
| 9      | 12월 18일 | 14.0%          | 15.1%          |
| 10     | 12월 25일 | 11.5%          | 13.0%          |
| 2017년 |           |                |                |
| 11     | 1월 1일   | 8.9%           | 10.4%          |
| 12     | 1월 1일   | 12.3%          | 14.8%          |
| 13     | 1월 8일   | 10.6%          | 11.4%          |
| 14     | 1월 8일   | 14.0%          | 15.1%          |
| 15     | 1월 15일  | 10.3%          | 12.6%          |
| 16     | 1월 15일  | 13.9%          | 16.3%          |
| 17     | 1월 22일  | 9.3%           | 12.2%          |
| 18     | 1월 22일  | 13.0%          | 16.9%          |
| 19     | 1월 29일  | 6.7%           | 9.8%           |
| 20     | 1월 29일  | 12.0%          | 16.2%          |
| 21     | 2월 5일   | 9.1%           | 12.4%          |
| 22     | 2월 5일   | 11.9%          | 15.8%          |
| 23     | 2월 12일  | 7.9%           | 12.3%          |
| 24     | 2월 12일  | 11.9%          | 16.1%          |
| 25     | 2월 19일  | 6.4%           | 9.6%           |
| 26     | 2월 19일  | 10.7%          | 15.0%          |
| 27     | 2월 26일  | 7.1%           | 10.8%          |
| 28     | 2월 26일  | 11.5%          | 16.1%          |
| 29     | 3월 5일   | 9.4%           | 13.3%          |
| 30     | 3월 5일   | 11.1%          | 15.8%          |
| 31     | 3월 12일  | 10.0%          | 14.4%          |
| 32     | 3월 12일  | 11.4%          | 16.5%          |
| 33     | 3월 19일  | 10.2%          | 13.0%          |
| 34     | 3월 19일  | 12.7%          | 16.1%          |
| 35     | 3월 26일  | 11.2%          | 14.8%          |
| 36     | 3월 26일  | 12.5%          | 17.1%          |
| 37     | 4월 2일   | 10.7%          | 13.3%          |
| 38     | 4월 2일   | 12.8%          | 16.1%          |
| 39     | 4월 9일   | 11.1%          | 14.7%          |
| 40     | 4월 9일   | 13.1%          | 16.7%          |

## TOP 10 결정전 (TOP 17)

### 각 소속사 캐스팅 결과
| 비고          | JYP                         | YG        | 안테나             |
| ------------- | --------------------------- | --------- | ------------------ |
| 일반 참가자   | 석지수                      | 샤넌      | 이성은             |
| 일반 참가자   | 김윤희                      | 우녕인    | 김주은             |
| 일반 참가자   | 보이프렌드 (박현진, 김종섭) | 마은진    | 지우진             |
| 일반 참가자   | 한별                        | 유지니    | 이가영             |
| 일반 참가자   | 성유진                      | 이서진    | 백선녀             |
| 연습생 참가자 | 이수민                      | 고아라    | 연습생 참가자 없음 |
| 연습생 참가자 | 전민주                      | 크리샤 츄 | 연습생 참가자 없음 |
| 연습생 참가자 | 김소희                      | 김혜림    | 연습생 참가자 없음 |

### TOP 17 명단 (일반팀 15 연습생팀 2)

#### JYP (일반인 5명·연습생 3명)
- 일반인 참가자
  - 김윤희 (2002년생,15세) (경기 안산) (판타스틱 듀오 참가자)
  - 석지수 (1999년생,18세) (인천) (판타스틱 듀오 참가자)
  - 성유진 (1992년생,25세) (더 씨야 출신,강원 춘천)
  - 한별 (2006년생,11세) (서울,스웨덴계 한국인)
    - 김종섭 (2005년생,12세) (경기 파주) (영재발굴단의 출연자)
- 연습생 참가자 (김소희/전민주/이수민)
  - 김소희 (1999년생,18세) (인천) (후너스 엔터테인먼트)[26]
  - 전민주 (1994년생,23세) (서울) (시즌2 TOP 8 걸그룹 YOU U,걸그룹 디아크 출신)
  - 이수민 (1999년생,18세) (서울) (PRODUCE 101 참가자)

#### YG (일반인 5명·연습생 3명)
- 일반인 참가자
  - 샤넌 (1998년생,19세) (영국) (MBK 엔터테인먼트[27] 출신,3년차 가수)
  - 우녕인 (1997년생,20세) (경남 고성) (시즌4 참가자)
  - 마은진 (1997년생,20세) (강원 원주) (PRODUCE 101 참가자, 코리델 엔터테인먼트[28])
  - 유지니 (2003년생,14세) (미국 뉴저지주) (시즌5 TOP 6 유제이의 동생)
  - 이서진 (1996년생,21세) (경기 안산) (판타스틱 듀오 참가자)
- 연습생 참가자 (고아라/크리샤 츄/김혜림)
  - 고아라 (2001년생,16세) (경기) (A스토리 엔터테인먼트)
  - 크리샤 츄 (1998년생,19세) (미국 캘리포니아주) (필리핀계 미국인,얼반윅스 엔터테인먼트[29])
  - 김혜림 (1999년생,18세) (경기) (디메이커 엔터테인먼트)

#### 안테나 (일반인 5명)
- 일반인 참가자
  - 이성은 (2002년생,15세) (미국 텍사스주)
  - 김주은 (1995년생,22세) (서울) (싱어송라이터)
  - 지우진 (1990년생,27세) (경기 오산) (뮤지컬배우 민영기의 매니저, 보컬 전쟁 신의 목소리 출연자)
  - 이가영 (1999년생,18세) (대구)
  - 백선녀 (1994년생,23세) (경기 의왕) (MBC 듀엣가요제 출연자)

### TOP 17 대진표
- 조 1위는 TOP 10 직행하고 조 2위는 플레이 오프 진출 그리고 조 3위는 최종탈락이다.

| 조  | 1위 (TOP 10 직행)           | 2위 (TOP 10 플레이 오프 진출) | 3위 (최종 탈락) |
| --- | --------------------------- | ----------------------------- | --------------- |
| A조 | 보이프렌드 (박현진, 김종섭) | 샤넌                          | 이가영          |
| B조 | 이서진                      | 백선녀,한별 (공동2위)         | X               |
| C조 | 석지수                      | 이성은                        | 우녕인          |
| D조 | 김윤희                      | 마은진                        | 김주은          |
| E조 | X                           | 유지니,성유진 (공동2위)       | 지우진          |

### TOP 17 연습생조 TOP 10 결정전
- 연습생조 TOP 10 결정전은 승자팀은 TOP 10 진출하고,패자팀은 팀은 해체되고 그 대신에 TOP 10 플레이 오프에서 개인전을 치르게 된다.

| 팀 이름                          | 진출 여부               |
| -------------------------------- | ----------------------- |
| YG 걸스(고아라,크리샤 츄,김혜림) | TOP 10 진출             |
| JYP 원스 (김소희,전민주,이수민)  | TOP 10 플레이 오프 진출 |

### TOP 10 플레이 오프 대전표
- 개인전에서 조 2위를 했던 7명[32]과 연습생조 TOP 10 결정전 패자팀 JYP 원스를 포함한 총 10명 가운데 6명[33] 은 TOP 10 진출하고 4명은 최종 탈락이다.

| 이름              | 조                            |
| ----------------- | ----------------------------- |
| 샤넌              | A조 2위                       |
| 백선녀            | 공동 B조 2위                  |
| 한별              | 공동 B조 2위                  |
| 이성은            | C조 2위                       |
| 마은진            | D조 2위                       |
| 유지니            | 공동 E조 2위                  |
| 성유진            | 공동 E조 2위                  |
| 전민주 (JYP 원스) | 연습생조 TOP 10 결정전 패자팀 |
| 김소희 (JYP 원스) | 연습생조 TOP 10 결정전 패자팀 |
| 이수민 (JYP 원스) | 연습생조 TOP 10 결정전 패자팀 |

### TOP 10 플레이 오프 결과
| 이름                                  | 비교                     |
| ------------------------------------- | ------------------------ |
| 마은진(D조 2위)                       | TOP 10 진출              |
| 이수민(연습생조 TOP 10 결정전 패자팀) | TOP 10 진출              |
| 전민주(연습생조 TOP 10 결정전 패자팀) | TOP 10 진출              |
| 김소희(연습생조 TOP 10 결정전 패자팀) | TOP 10 진출              |
| 유지니(E조 공동 2위)                  | TOP 10 진출              |
| 샤넌(A조 공동 2위)                    | TOP 10 진출 (JYP 우선권) |
| 이성은 (C조 2위)                      | 최종 탈락                |
| 한별 (B조 공동 2위)                   | 최종 탈락                |
| 백선녀 (B조 공동 2위)                 | 최종 탈락                |
| 성유진 (E조 공동 2위)                 | 최종 탈락                |

## TOP 8 결정전 (TOP 10,스튜디오 무대)
- 과거 시즌5 경연방식을 따를 경우, 2개조로 나누어 5팀이 경연을 한다 A/B조 1~3위는 TOP 8 (8강) 진출하고,A/B조 4~5위는 최종 탈락자 후보로 선정되어 시청자 심사위원 투표를 통해서 상위권 2명은 와일드 카드으로 TOP 8 (8강) 진출한다. 그리고 나머지 하위권 2명은 최종 탈락한다.

### TOP 10 명단
- 보이프렌드 (박현진, 김종섭) (TOP 10 배틀오디션 A조 1위)
- 이서진 (TOP 10 배틀오디션 B조 1위)
- 석지수 (TOP 10 배틀오디션 C조 1위)
- 김윤희 (TOP 10 배틀오디션 D조 1위)
- YG걸스 (크리샤 츄/김혜림/고아라) (TOP 10 배틀오디션 걸그룹 연습생 결정전 승자팀)
  - 크리샤 츄
  - 김혜림
  - 고아라
- 마은진 (TOP 10 배틀오디션 플레이 오프 승자)
- 유지니 (TOP 10 배틀오디션 플레이 오프 승자)
- 샤넌 (TOP 10 배틀오디션 플레이 오프 승자)[34]
- 전민주 (TOP 10 배틀오디션 플레이 오프 승자)
- 이수민 (TOP 10 배틀오디션 플레이 오프 승자)
- 김소희 (TOP 10 배틀오디션 플레이 오프 승자)

### 스튜디오 무대 걸그룹 편성
- 연습생 6명은 TOP 10 결정전에서는 3인1조,2팀에서 2인1조,3팀으로 이번 스튜디오 무대(TOP 10 경연전,8강전 생방송 진출전)에서 경연을 하게 된다.
  - 전민주 & 크리샤 츄
    - 전민주 (JYP 원스 일원)
    - 크리샤 츄 (YG 걸스 일원)

  - 김소희 & 이수민
    - 김소희 (JYP 원스 일원)
    - 이수민 (JYP 원스 일원)

  - 김혜림 & 고아라
    - 김혜림 (YG 걸스 일원)
    - 고아라 (YG 걸스 일원)

### TOP 10 경연 조 추첨 결과
| 진행순서 | A조              | B조                         |
| -------- | ---------------- | --------------------------- |
| 1번      | 이서진           | 보이프렌드 (박현진, 김종섭) |
| 2번      | 전민주&크리샤 츄 | 석지수                      |
| 3번      | 샤넌             | 마은진                      |
| 4번      | 김혜림&고아라    | 김윤희                      |
| 5번      | 유지니           | 김소희&이수민               |

### TOP 10 결과
|     | A조             | B조                         | 비교                                                 |
| --- | --------------- | --------------------------- | ---------------------------------------------------- |
| 1위 | 샤넌            | 보이프렌드 (박현진, 김종섭) | TOP 8 (8강전 생방송 결정전) 진출                     |
| 2위 | 고아라X김혜림   | 김소희X이수민               | TOP 8 (8강전 생방송 결정전) 진출                     |
| 3위 | 전민주X크리샤츄 | 김윤희                      | TOP 8 (8강전 생방송 결정전) 진출                     |
| 4위 | X               | 마은진,석지수               | 시청자 심사위원 투표으로 2명은 통해 TOP 8 (8강) 진출 |
| 5위 | 이서진,유지니   | X                           | 최종 탈락자                                          |

## TOP 6 결정전 (8강전,스튜디오 무대)
- 이번 8강전은 TOP 6 생방송 무대 결정전이며 1:1 대결로 경연한다.
- 8강전 경연을 보고 3사 심사위원의 평가를 통해서 생방송 무대 진출자를 결정한다.
- 8강전 승자는 TOP 6 생방송 무대 진출하며,8강전 패자는 최종 탈락자 후보자으로 지목된다.
- 8강전의 패자 4명은 8강전 패자부활전에서 다시 한번 경연을 하게 된다. 일단 3사 심사위원들은 평가하며 그 대신에 시청자 심사위원 투표으로 진행된다. 개표가 끝나면 최종 탈락자 후보 4명 가운데 최하위 4위는 최종 탈락이다.[38]
- 연습생 6명은 2인 1조로 유지되어 재편성을 하지 않고 8강전 생방송 무대 진출전까지 그대로 이어간다.
- 생방송 무대를 앞둔 마지막 스튜디오 경연전이다.

### TOP 8 명단
- 샤넌 (TOP 10 경연전 A조 1위)
- 고아라X김혜림 (TOP 10 경연전 A조 2위)
- 전민주X크리샤츄(TOP 10 경연전 A조 3위)
- 보이프렌드 (박현진, 김종섭) (TOP 10 경연전 B조 1위)
- 김소희X이수민(TOP 10 경연전 B조 2위)
- 김윤희 (TOP 10 경연전 B조 3위)
- 석지수 (TOP 10 경연전 와일드 카드 1위)
- 마은진 (TOP 10 경연전 와일드 카드 2위)

### 8강 대진표
- 1경기 : 고아라X김혜림 대 마은진
- 2경기 : 김소희X이수민 대 보이프렌드 (박현진, 김종섭)
- 3경기 : 샤넌 대 전민주X크리샤 츄
- 4경기 : 석지수 대 김윤희

### 8강전 경기 결과
|       | 승자             | 진출 여부              | 패자                        | 진출 여부                           | JYP의 선택       | YG의 선택     | 안테나의 선택               |
| ----- | ---------------- | ---------------------- | --------------------------- | ----------------------------------- | ---------------- | ------------- | --------------------------- |
| 1경기 | 전민주X크리샤 츄 | TOP 6 생방송 무대 진출 | 샤넌                        | TOP 6 생방송 무대 진출 (와일드카드) | 전민주X크리샤 츄 | 샤넌          | 전민주X크리샤 츄            |
| 2경기 | 김혜림X고아라    | TOP 6 생방송 무대 진출 | 마은진                      | 최종탈락                            | 김혜림X고아라    | 김혜림X고아라 | 김혜림X고아라               |
| 3경기 | 김소희X이수민    | TOP 6 생방송 무대 진출 | 보이프렌드 (박현진, 김종섭) | TOP 6 생방송 무대 진출 (와일드카드) | 김소희X이수민    | 김소희X이수민 | 보이프렌드 (박현진, 김종섭) |
| 4경기 | 김윤희           | TOP 6 생방송 무대 진출 | 석지수                      | TOP 6 생방송 무대 진출 (와일드카드) | 김윤희           | 김윤희        | 김윤희                      |

### 생방송 무대 걸그룹 최종 재편성 결과
- 걸그룹 후보 6명은 TOP 10 경연전에서 8강전 생방송 무대 진출전까지 2인1조 3팀으로 했지만 마은진의 최종탈락으로 인해 생방송 무대 (TOP 6, 4강전, 결승전)에서는 2인1조,3팀에서 → 3인1조, 2팀으로 최종 재편성을 했다.
  - 퀸즈
    - 김소희
    - 크리샤 츄
    - 김혜림

  - 민아리
    - 이수민
    - 전민주
    - 고아라

## TOP 4 결정전 (TOP 6 생방송 무대)
- TOP 6 생방송 무대는 4강 결정전이다.
- 3사 심사위원 점수 & 시청자 실시간 문자 투표를 합산해서 상위권 4팀은 4강 진출한다.
- 연습생 6명 전원은 TOP 6 생방송 무대 진출 관계로 2인조에서 최종 3인조로 재편된다.

### TOP 6 명단
- 걸그룹 퀸즈 (3인조)
  - 김소희 (8강 생방송 무대 결정전 3경기 승자)
  - 김혜림 (8강 생방송 무대 결정전 2경기 승자)
  - 크리샤 츄 (8강 생방송 무대 결정전 1경기 승자)
- 걸그룹 민아리 (3인조)
  - 전민주 (8강 생방송 무대 결정전 1경기 승자)
  - 고아라 (8강 생방송 무대 결정전 2경기 승자)
  - 이수민 (8강 생방송 무대 결정전 3경기 승자)
- 김윤희 (8강 생방송 무대 결정전 4경기 승자)
- 보이프렌드 (박현진, 김종섭) (8강 생방송 무대 결정전 와일드 카드)
- 석지수 (8강 생방송 무대 결정전 와일드 카드)
- 샤넌 (8강 생방송 무대 결정전 와일드 카드)

### TOP 6 결과
| 추정순위 | 참가자                         | 심사위원 점수 | 비교                              |
| 1위      | 퀸즈 (김혜림,김소희,크리샤 츄) | 292           | TOP 4 생방송 무대 진출 (4강 진출) |
| 2위      | 보이프렌드 (박현진, 김종섭)    | 273           | TOP 4 생방송 무대 진출 (4강 진출) |
| 3위      | 샤넌                           | 281           | TOP 4 생방송 무대 진출 (4강 진출) |
| 4위      | 민아리(이수민,전민주,고아라)   | 273           | TOP 4 생방송 무대 진출 (4강 진출) |
| 5위      | 석지수                         | 276           | 최종 탈락                         |
| 6위      | 김윤희                         | 274           | 최종 탈락                         |
| -------- | ------------------------------ | ------------- | --------------------------------- |

## TOP 2 결정전 (4강전,생방송 무대)
- 이번 4강전은 생방송 무대이다.
- 3사 심사위원 점수 & 시청자 실시간 문자 투표를 합산해서 상위권 2팀은 결승전 진출한다.

### TOP 4 명단
- 퀸즈 (TOP 6 생방송 무대 1위)
  - 김소희
  - 김혜림
  - 크리샤 츄
  - 보이프렌드 (박현진, 김종섭) (TOP 6 생방송 무대 2위)
- 샤넌 (TOP 6 생방송 무대 3위)
- 민아리 (TOP 6 생방송 무대 4위)
  - 전민주
  - 이수민
  - 고아라

### 4강전 (TOP 4) 결과
| 추정순위 | 참가자                         | 심사위원 점수 | 비교      |
| 1위      | 보이프렌드 (박현진, 김종섭)    | 295           | 결승 진출 |
| 2위      | 퀸즈 (김소희,크리샤 츄,김혜림) | 280           | 결승 진출 |
| 3위      | 민아리 (전민주,이수민,고아라)  | 277           | 최종 탈락 |
| 4위      | 샤넌                           | 277           | 최종 탈락 |
| -------- | ------------------------------ | ------------- | --------- |

## 결승전 (생방송 무대)
- 이번 마지막 시즌의 결승전은 K팝 스타 6년간의 대장정을 결산하는 시간이자 K팝 스타 더 라스트 찬스의 대망의 최종회이다.
- 3사 심사위원 점수 & 시청자 실시간 문자 투표를 합산해서 마지막 시즌의 우승자를 가린다.
- 결승전 1라운드는 개인 자유곡이며, 결승전 2라운드는 상대방의 곡을 바꿔서 부른다.

### 결승전 명단
- 보이프렌드 (4강전 생방송 무대 1위)
- 퀸즈(김소희, 크리샤츄, 김혜림) (4강전 생방송 무대 2위)
  - 김소희
  - 크리샤 츄
  - 김혜림

### 결승전 결과
| 순위 | 참가자                         | 심사위원 점수 (1라운드,개인 자유곡) | 심사위원 점수 (2라운드,상대방 노래를 부르기) | 심사위원 점수 합계 (1·2라운드 합산) | 비고               |
| 1위  | 보이프렌드                     | 285                                 | 297                                          | 582                                 | 마지막 시즌 우승   |
| 2위  | 퀸즈 (김소희,크리샤 츄,김혜림) | 289                                 | 275                                          | 564                                 | 마지막 시즌 준우승 |
| ---- | ------------------------------ | ----------------------------------- | -------------------------------------------- | ----------------------------------- | ------------------ |

## 기타 사항
- K팝 스타 시즌 6는 여섯번째 시즌이자 마지막 시즌이며 개방형 오디션이다.
- 일반인,연습생,전·현직 아티스트 구분하지 않고 오디션 프로그램 참가 자격의 제한을 철폐했다.
- 이번 마지막 시즌은 가을 개편으로 매주 일요일 밤 시간대에 편성되어 2회 연속으로 방송했으며 해당 프로그램의 신설에 따라 당초 주말 밤 8시 45분에 편성된 드라마 《우리 갑순이》는 2016년 11월 5일부터 2017년 4월 8일까지 토요일 밤 8시 45분에 2회 연속 방영하는 형식으로 변경[43] 됐고 SBS가 《끝에서 두번째 사랑》을 마지막으로 주말 특별기획 드라마가 잠정 폐지될 당시[44] 해당 프로그램을 토요일 오후 10시, 《씬스틸러 - 드라마 전쟁》을 일요일 오후 10시에 편성할 계획이었지만 주말 심야 시간대에 오락 프로가 많다는 지적 탓인지 불발됐으며 《씬스틸러 - 드라마 전쟁》은 토요일 밤 10시에 정규 편성될 예정이었으나 파일럿 MC였던 신동엽이 토요일 오후 9시 15분 편성된[45] tvN 《SNL 코리아》시즌 8에 출연 중이었던 터라 무산됐고 《일요일이 좋다》1부 편성설도 있었지만[46] 좌절되자 월요일 밤 11시 15분에 간신히 편성됐으며 이 과정에서 신동엽이 동시간대 KBS 2TV 《안녕하세요》와의 겹치기 출연 문제가 걸려[47] 빠졌다.

## 편성 변경
- 2016년 12월 25일 : 2016 SBS 연예대상 편성으로 인해 방송시간을 50분으로 축소.